# Stefan Masztak
Stefan Masztak (ur. 7 kwietnia 1927 w Wilnie, zm. 5 października 2006 w Białymstoku) – polski strzelec, żołnierz (pułkownik WP), prawnik, działacz sportowy, olimpijczyk z Rzymu 1960.

## Życiorys
Stefan Masztak urodził się w Wilnie, syn Stefana (podoficer zawodowy) i Salomei. W czasie II wojny światowej członek AK (ps."Mew") w latach 1943-1944. W styczniu 1945 roku wstąpił do Wojska Polskiego, gdzie ukończył Oficerską Szkołę Piechoty nr 1. Absolwent Wydziału Prawa Uniwersytetu Toruńskiego im. M. Kopernika (1969).
Po zakończeniu kariery sportowej działacz sportowy w Podlaskim Okręgowym Związku Strzelectwa Sportowego i członek zarządu Białostockiego Komitetu Olimpijskiego. Hetman Bractwa Kurkowego.

## Osiągnięcia
Specjalista w strzelaniu z karabinu i karabinka małokalibrowego. Zawodnik Zawiszy Bydgoszcz w latach 1951-1971. Wielokrotny (28) mistrz Polski w latach 1956-1964.
Największy sukces odniósł podczas mistrzostw Europy w roku 1965, podczas których zdobył złoty medal indywidualnie w strzelaniu z karabinu standard 3 × 20 strzałów, 300 m oraz srebrny w drużynie w tej samej konkurencji.
Na igrzyskach olimpijskich w 1960 roku wystartował w strzelaniu z karabinu dowolnego w trzech pozycjach 300 m zajmując 13. miejsce.

## Odznaczenia
- Krzyżem Kawalerskim Orderu Odrodzenia Polski,
- Krzyżem Walecznych,
- Krzyżem Partyzanckim,
- Krzyżem Armii Krajowej[1].